# Баженов, Александр Петрович
Александр Петрович Баженов (1911—2004) — советский военачальник, генерал-майор танковых войск. Начальник штаба 1-й гвардейской механизированной армии и 11-й гвардейской армии, участник Великой Отечественной войны.

## Биография
Родился 9 августа 1911 года в городе Землянск, Воронежской губернии.
С 1930 по 1934 год работал на Воронежском тепловозоремонтном заводе имени Ф. Э. Дзержинского в должности токаря-инструментальщика.
С 1932 года призван в ряды РККА и направлен в Первое Ленинградское артиллерийское училище имени Красного Октября. С 1934 по 1935 год служил в войсках Киевского военного округа в составе 51-й стрелковой дивизии в должности командира огневого взвода 51-го артиллерийского полка. С 1935 года после окончания ЛБТКУКС служил в составе 28-й кавалерийской дивизии в должностях командира взвода и эскадрона боевого обеспечения 28-го механизированного полка. С 1938 по 1940 год служил в составе 9-й кавалерийской дивизии в должности командира паркового эскадрона 30-го танкового полка. С 1940 по 1941 год служил в составе 81-й стрелковой дивизии в должности командира роты 53-го танкового полка.
С 1941 года служил в составе 33-й легкотанковой бригады в должности старшего адъютанта 69-го отдельного танкового батальона и в составе 39-й танковой дивизии в должности старшего адъютанта 78-го танкового полка. С первых дней участник Великой Отечественной войны, в августовских боях был тяжело ранен. С ноября 1941 по февраль 1942 года — заместитель командира отдельного танкового батальона 2-го воздушно-десантного корпуса. С февраля по июнь 1942 года находился в распоряжении ГАБТУ КА в качестве представителя Отдела броневых поездов участвовал в формировании отдельных броневых поездов на Западном фронте для защиты Москвы и Московской области в период Московской битвы.
С июня по сентябрь 1942 года — заместитель командира, с сентября по октябрь 1942 года — командир 31-го отдельного дивизиона бронепоездов. С октября 1942 по январь 1943 года — начальник отделения бронепоездов Бронетанкового управления Брянского фронта. С 1943 года — начальник штаба Бронетанковых и механизированных войск 3-й армии.
С 1943 по 1944 год обучался на КУКС при Военной академии бронетанковых войск РККА имени И. В. Сталина. С января по июнь 1944 года — начальник штаба Бронетанковых и механизированных войск 10-й армии. С 1944 по 1945 год — старший помощник начальника 3-го отдела Управления кадров Бронетанковых и механизированных войск РККА. С 1945 по 1946 год — командир батальона курсантов Таманского танкового училища. В 1946 году — начальник штаба Бронетанковых и механизированных войск 27-й армии. С 1946 по 1948 год — начальник штаба Бронетанковых и механизированных войск 38-й армии.
С 1948 по 1949 год — начальник штаба 10-й гвардейской механизированной дивизии. В 1949 году — начальник штаба 21-й гвардейской механизированной дивизии. С 1949 по 1951 год обучался в Высшей военной академии имени К. Е. Ворошилова. С 1951 по 1952 год — заместитель начальника штаба 2-й гвардейской механизированной армии. С 1952 по 1955 год — командир 8-й гвардейской механизированной дивизии. С 1955 по 1956 год — начальник штаба 1-й гвардейской механизированной армии в составе ГСВГ. С 1956 по 1961 год — начальник штаба 11-й гвардейской армии в составе Прибалтийского военного округа.
С 1961 года в запасе.
Скончался 14 октября 2004 года в Москве.

## Награды
- Орден Красного Знамени (20.04.1953);
- орден Отечественной войны I степени (06.04.1985) и II степени (20.08.1943);
- два ордена Красной Звезды (29.04.1943, 30.04.1947);
- Медаль «За боевые заслуги» (03.11.1944);
- Медаль «За оборону Москвы» (01.05.1944);
- Медаль «За победу над Германией в Великой Отечественной войне 1941—1945 гг.» (09.05.1945);
- Юбилейная медаль «30 лет Советской Армии и Флота» (1948)[8][9][1].